# Gavialis
A Gavialis a hüllők (Reptilia) osztályának krokodilok (Crocodilia) rendjébe és a gaviálfélék (Gavialidae) családjába tartozó nem.

## Rendszerezés
A nembe az alábbi 9 faj tartozik:
- †Gavialis bengawanicus
- †Gavialis breviceps
- †Gavialis browni
- †Gavialis curvirostris
- gangeszi gaviál (Gavialis gangeticus) (Gmelin, 1789)
- †Gavialis hysudricus
- †Gavialis leptodus
- †Gavialis lewisi
- †Gavialis pachyrhynchus

## Tudnivalók

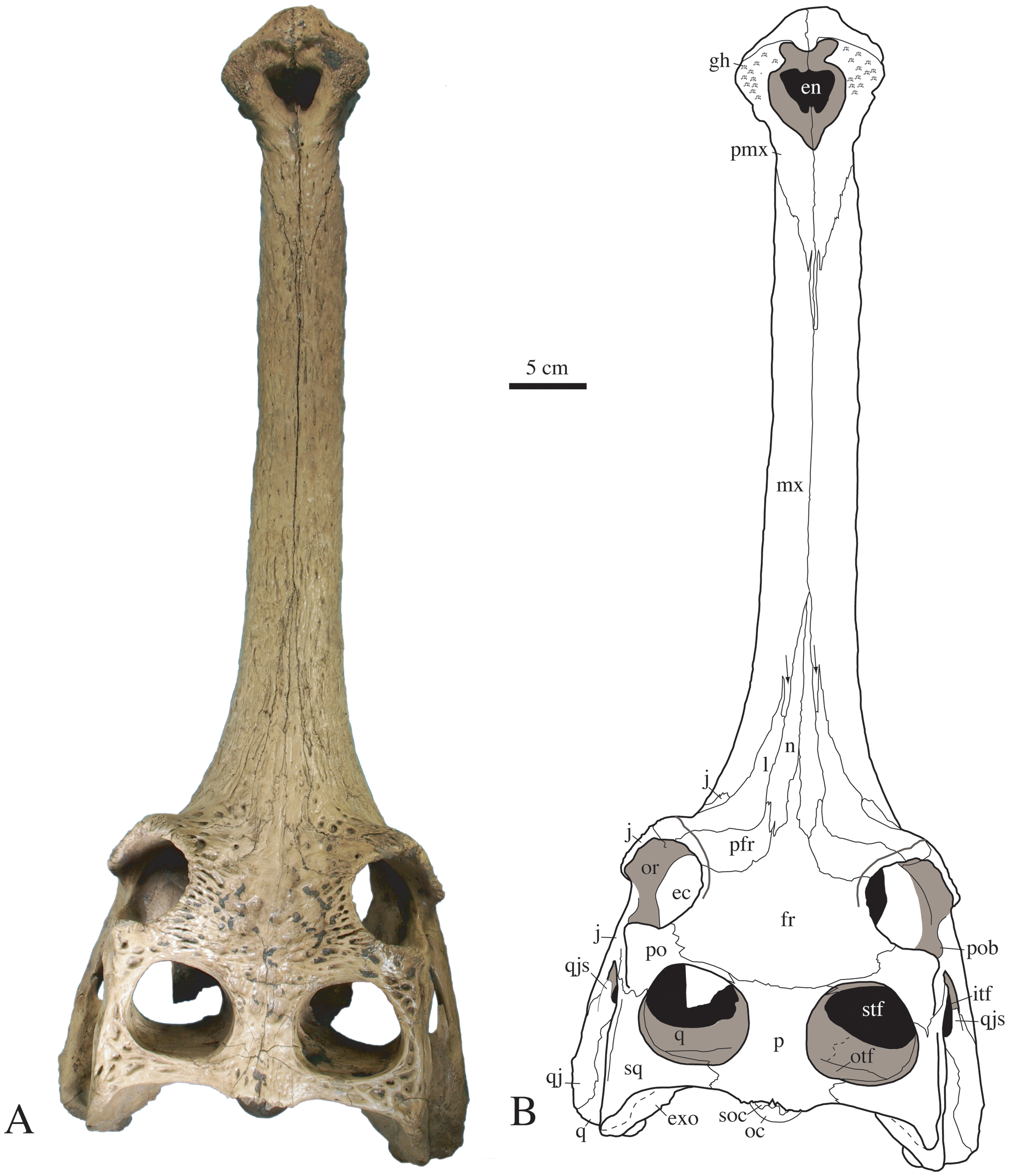
A pleisztocén kori G. bengawanicus koponyája

A legtöbb Gavialis-faj az Indiai szubkontinensen élt, azonban a G. bengawanicus maradványait a Jáva szigeten találták meg. Feltételezések szerint az első fajok az Indiai szubkontinensen jelentek meg, körülbelül 20 millió évvel ezelőtt, a kora miocén korban, aztán a negyedidőszak idején kiterjesztették előfordulási területüket az Ázsia és Ausztrália között fekvő szigetekre is. Gavialis maradványok előkerültek a Celebesz és az úgynevezett Wallace-vonaltól keletre fekvő Woodlark szigeten is, amely azt jelenti, hogy az ős Gavialis-fajok képesek voltak átúszni kisebb tengerszakaszokat is. Ilyen módon eljutottak Óceánia nyugati részére is.

## Fordítás
- Ez a szócikk részben vagy egészben  a   Gavialis című angol Wikipédia-szócikk ezen változatának fordításán alapul.  Az eredeti cikk szerkesztőit annak laptörténete sorolja fel. Ez a jelzés csupán a megfogalmazás eredetét és a szerzői jogokat jelzi, nem szolgál a cikkben szereplő információk forrásmegjelöléseként.